# Bóng đá tại Thế vận hội Mùa hè 2020 – Vòng loại Nam
16 đội tuyển nam thuộc sáu liên đoàn châu lục, bao gồm chủ nhà Nhật Bản, đã vượt qua vòng loại để thi đấu ở môn bóng đá tại Thế vận hội Mùa hè 2020.

## Phân bổ
| Phương thức vòng loại                       | Các ngày1                      | Địa điểm1      | Số suất | Đội vượt qua vòng loại             | TK.   |
| ------------------------------------------- | ------------------------------ | -------------- | ------- | ---------------------------------- | ----- |
| Chủ nhà                                     | —                              | —              | 1       | Nhật Bản                           | [ 2 ] |
| Giải vô địch bóng đá U-21 châu Âu 2019      | 16–30 tháng 6 năm 2019         | Ý · San Marino | 4       | Pháp · Đức · România · Tây Ban Nha | [ 3 ] |
| Vòng loại khu vực châu Đại Dương            | 21 tháng 9–5 tháng 10 năm 2019 | Fiji           | 1       | New Zealand                        | [ 4 ] |
| Cúp bóng đá U-23 các quốc gia châu Phi 2019 | 8–22 tháng 11 năm 2019         | Ai Cập         | 3       | Ai Cập · Bờ Biển Ngà · Nam Phi     | [ 5 ] |
| Giải vô địch bóng đá U-23 châu Á 2020       | 8–26 tháng 1 năm 2020          | Thái Lan       | 3       | Úc · Ả Rập Xê Út · Hàn Quốc        | [ 6 ] |
| Giải bóng đá tiền Thế vận hội Nam Mỹ 2020   | 18 tháng 1–9 tháng 2 năm 2020  | Colombia       | 2       | Argentina · Brasil                 | [ 7 ] |
| Vòng loại khu vực Bắc, Trung Mỹ và Caribe   | 18–30 tháng 3 năm 2021         | México         | 2       | Honduras · México                  | [ 8 ] |
| Tổng số                                     |                                |                | 16      |                                    |       |

- ^1 Ngày và địa điểm của vòng chung kết khu vực đó (hoặc vòng cuối cùng của quá trình vòng loại); các giai đoạn vòng loại khác nhau có thể diễn ra trước đó ở nhiều địa điểm khác nhau.

## Giải vô địch bóng đá U-21 châu Âu 2019

### Các đội tuyển vượt qua vòng loại
| Đội tuyển   | Tư cách vòng loại | Ngày vòng loại       | Tham dự     | Tham dự cuối cùng | Thành tích tốt nhất lần trước           |
| ----------- | ----------------- | -------------------- | ----------- | ----------------- | --------------------------------------- |
| Ý           | Chủ nhà           | 9 tháng 12 năm 2016  | 20 lần      | 2017 (bán kết)    | Vô địch (1992, 1994, 1996, 2000, 2004)  |
| Tây Ban Nha | Nhất bảng 2       | 6 tháng 9 năm 2018   | 14 lần      | 2017 (á quân)     | Vô địch (1986, 1998, 2011, 2013)        |
| Pháp        | Nhất bảng 9       | 7 tháng 9 năm 2018   | 9 lần       | 2006 (bán kết)    | Vô địch (1988)                          |
| Anh         | Nhất bảng 4       | 11 tháng 10 năm 2018 | 15 lần      | 2017 (bán kết)    | Vô địch (1982, 1984)                    |
| Serbia      | Nhất bảng 7       | 12 tháng 10 năm 2018 | 11 lần[SRB] | 2017 (vòng bảng)  | Vô địch (1978) (tư cách là Nam Tư)[SRB] |
| Đức         | Nhất bảng 5       | 12 tháng 10 năm 2018 | 12 lần      | 2017 (vô địch)    | Vô địch (2009, 2017)                    |
| Croatia     | Nhất bảng 1       | 15 tháng 10 năm 2018 | 3 lần       | 2004 (vòng bảng)  | Vòng bảng (2000, 2004)                  |
| Đan Mạch    | Nhất bảng 3       | 16 tháng 10 năm 2018 | 8 lần       | 2017 (vòng bảng)  | Bán kết (1992, 2015)                    |
| Bỉ          | Nhất bảng 6       | 16 tháng 10 năm 2018 | 3 lần       | 2007 (bán kết)    | Bán kết (2007)                          |
| România     | Nhất bảng 8       | 16 tháng 10 năm 2018 | 2 lần       | 1998 (tứ kết)     | Tứ kết (1998)                           |
| Ba Lan      | Nhất play-off     | 20 tháng 11 năm 2018 | 7 lần       | 2017 (vòng bảng)  | Tứ kết (1982, 1984, 1986, 1992, 1994)   |
| Áo          | Nhất play-off     | 20 tháng 11 năm 2018 | 1 lần       | —                 | Lần đầu                                 |

Ghi chú
1. ^ a b Tham dự bao gồm 4 lần với tư cách là Nam Tư và 2 lần với tư cách là Serbia và Montenegro. Thành tích tốt nhất lần trước của họ với tư cách là Serbia là á quân (2007).

## Cúp bóng đá U-23 các quốc gia châu Phi 2019

### Các đội tuyển vượt qua vòng loại
| Đội tuyển        | Tham dự | Thành tích tốt nhất lần trước |
| ---------------- | ------- | ----------------------------- |
| Ai Cập (chủ nhà) | 3 lần   | Hạng ba (2011)                |
| Cameroon         | 1 lần   | Lần đầu                       |
| Ghana            | 1 lần   | Lần đầu                       |
| Bờ Biển Ngà      | 2 lần   | Vòng bảng (2011)              |
| Mali             | 2 lần   | Vòng bảng (2015)              |
| Nigeria          | 3 lần   | Vô địch (2015)                |
| Nam Phi          | 3 lần   | Hạng ba (2015)                |
| Zambia           | 2 lần   | Vòng bảng (2015)              |

## Giải vô địch bóng đá U-23 châu Á 2020

### Các đội tuyển vượt qua vòng loại
| Đội tuyển         | Tư cách vòng loại | Tham dự | Thành tích tốt nhất lần trước |
| ----------------- | ----------------- | ------- | ----------------------------- |
| Thái Lan          | Chủ nhà           | 3 lần   | Vòng bảng (2016, 2018)        |
| Qatar             | Nhất bảng A       | 3 lần   | Hạng ba (2018)                |
| Bahrain           | Nhất bảng B       | 1 lần   | Lần đầu                       |
| Iraq              | Nhất bảng C       | 4 lần   | Vô địch (2013)                |
| UAE               | Nhất bảng D       | 3 lần   | Tứ kết (2013, 2016)           |
| Jordan            | Nhất bảng E       | 4 lần   | Hạng ba (2013)                |
| Uzbekistan        | Nhất bảng F       | 4 lần   | Vô địch (2018)                |
| CHDCND Triều Tiên | Nhất bảng G       | 4 lần   | Tứ kết (2016)                 |
| Hàn Quốc          | Nhất bảng H       | 4 lần   | Á quân (2016)                 |
| Nhật Bản          | Nhất bảng I       | 4 lần   | Vô địch (2016)                |
| Trung Quốc        | Nhất bảng J       | 4 lần   | Vòng bảng (2013, 2016, 2018)  |
| Việt Nam          | Nhất bảng K       | 3 lần   | Á quân (2018)                 |
| Úc                | Nhì bảng H        | 4 lần   | Tứ kết (2013)                 |
| Iran              | Nhì bảng C        | 3 lần   | Tứ kết (2016)                 |
| Syria             | Nhì bảng E        | 4 lần   | Tứ kết (2013)                 |
| Ả Rập Xê Út       | Nhì bảng D        | 4 lần   | Á quân (2013)                 |

Ghi chú:
1. 1 2 3 4  Bốn đội nhì bảng tốt nhất được vượt qua vòng loại cho vòng chung kết.

## Vòng loại bóng đá Thế vận hội 2020 khu vực Nam Mỹ
- Argentina
- Bolivia
- Brasil
- Chile
- Colombia
- Ecuador
- Paraguay
- Perú
- Uruguay
- Venezuela